# The Sessions (película)
The Sessions (en México conocida como Seis sesiones de sexo y en España como Las sesiones). Es una película estadounidense independiente estrenada en el 2012 dirigida por Ben Lewin (Georgia), y protagonizada por John Hawkes, Helen Hunt y William H. Macy. Hunt recibió una nominación a los Premios Óscar 2012 en la categoría mejor actriz de reparto.

## Doblaje
Este doblaje fue realizado en Argentina.
| Personaje           | Actor original    | Actor de doblaje          |
| ------------------- | ----------------- | ------------------------- |
| Mark O'Brien        | John Hawkes       | Gustavo Dardés            |
| Cheryl Cohen Greene | Helen Hunt        | Valeria Gómez             |
| Padre Brendan       | William H. Macy   | Pablo Gandolfo            |
| Vera                | Moon Bloodgood    | Mara Campanelli           |
| Amanda              | Annika Marks      | Natalia Rosminati         |
| Rod                 | W. Earl Brown     | Mario De Candia           |
| Laura White         | Blake Lindsley    | Mariela Álvarez           |
| Josh                | Adam Arkin        | Javier Gómez              |
| Clerk               | Ming Lo           | Santiago Florentín        |
| Carmen              | Jennifer Kumiyama | Mariana de Iraola         |
| Susan               | Robin Weigert     | Belén Venuta              |
| Tony                | Jarrod Bailey     | Demián Velazco Rochwerger |
| Joan                | Rusty Schwimmer   | Carolina Taliberti        |

Voces adicionales
Mara Brenner

## Premios y nominaciones
| Premio                                    | Categoría                                                              | Destinatario  | Resultado |
| ----------------------------------------- | ---------------------------------------------------------------------- | ------------- | --------- |
| Premios Óscar                             | Mejor actriz de reparto                                                | Helen Hunt    | Nominada  |
| Globos de Oro                             | Mejor actor - Drama                                                    | John Hawkes   | Nominado  |
| Globos de Oro                             | Mejor actriz de reparto                                                | Helen Hunt    | Nominada  |
| Premios BAFTA                             | BAFTA a la mejor actriz de reparto                                     | Helen Hunt    | Nominada  |
| Premios del Sindicato de Actores          | Mejor actor protagonista                                               | John Hawkes   | Nominado  |
| Premios del Sindicato de Actores          | Mejor actriz de reparto                                                | Helen Hunt    | Nominada  |
| Premios Independent Spirit                | Mejor actor                                                            | John Hawkes   | Ganador   |
| Premios Independent Spirit                | Mejor actriz de reparto                                                | Helen Hunt    | Ganadora  |
| Australian Film Institute                 | Mejor actor                                                            | John Hawkes   | Nominado  |
| Australian Film Institute                 | Mejor director                                                         | Ben Lewin     | Nominado  |
| Broadcast Film Critics Association Awards | Mejor actor                                                            | John Hawkes   | Nominado  |
| Broadcast Film Critics Association Awards | Mejor actriz de reparto                                                | Helen Hunt    | Nominada  |
| Casting Society of America, USA           | Outstanding Achievement in Casting - Low Budget Feature - Drama/Comedy | Ronnie Yeskel | Ganador   |
| Sundance Film Festival                    | Premio de la audiencia                                                 | Ben Lewin     | Ganador   |
| Sundance Film Festival                    | Premio especial de Jurado                                              |               | Ganadora  |
| Sundance Film Festival                    | Gran premio de Jurado                                                  | Ben Lewin     | Nominado  |
| Hollywood Film Festival                   | Breakthrough Actor                                                     | John Hawkes   | Ganador   |
| Palm Springs International Film Festival  | Spotlight Award                                                        | Helen Hunt    | Ganadora  |

## Fechas de estreno
Estados Unidos: 16 de noviembre de 2012 
 Puerto Rico: 20 de diciembre de 2012 
España:21 de diciembre de 2012 
 República Dominicana: 27 de diciembre de 2012 
 Hong Kong: 10 de enero de 2013 
Reino Unido: 18 de enero de 2013 
 México: 29 de marzo de 2013 